# Wolnei Caio
Wolnei Caio (født 10. august 1968) er en tidligere brasiliansk fodboldspiller.
Han har spillet for flere forskellige klubber i sin karriere, herunder Kashiwa Reysol.